# Broadcast News
Pour plus de détails, voir Fiche technique et Distribution.
Broadcast News est un film américain réalisé par James L. Brooks, sorti en 1987.
Le film raconte le triangle amoureux entre Jany Craig (Holly Hunter) et deux de ses collègues de travail, Aaron (Albert Brooks) et Tom (William Hurt).

## Synopsis
Jane Craig est une productrice travaillant pour une chaine de télévision à Washington, D.C. Sa vie est rythmée par son travail. Aaron Altman, lui, est un reporter talentueux et secrètement amoureux de Jane, tandis que Tom Grunick est un présentateur charismatique et télégénique aussi amoureux de Jane. Partagée et impuissante, la jeune femme est confrontée à une lutte entre les deux hommes pour la séduire.

## Fiche technique
- Titre original et français : Broadcast News
- Titre de travail : Network News
- Réalisation et scénario : James L. Brooks
- Musique : Bill Conti
- Photographie : Michael Ballhaus
- Montage : Richard Marks
- Décors : Charles Rosen
- Costumes : Molly Maginnis
- Générique : Saul Bass
- Production : James L. Brooks
  - Production déléguée : Polly Platt
- Sociétés de production : Amercent Films, American Entertainment Partners L.P. et Gracie Films
- Société de distribution : 20th Century Fox (États-Unis, France)
- Budget : 15 millions de dollars[2]
- Pays de production :  États-Unis
- Langue originale : anglais
- Genre : comédie dramatique et romantique
- Durée : 133 minutes
- Format : couleur - 1,85:1 - 35 mm - son Dolby
- Dates de sortie[3] : 
  - États-Unis : 16 décembre 1987 (sortie limitée)
  - États-Unis : 25 décembre 1987
  - France : 9 mars 1988

## Distribution
- William Hurt (VF : Richard Darbois) : Tom Grunick
- Albert Brooks (VF : Daniel Russo) : Aaron Altman
- Holly Hunter (VF : Françoise Dasque) : Jane Craig
- Robert Prosky (VF : Jacques Dynam) : Ernie Merriman
- Lois Chiles : Jennifer Mack
- Joan Cusack : Blair Litton
- Jack Nicholson (VF : Jean-Pierre Moulin) : Bill Rorich
- Christian Clemenson (VF : Daniel Lafourcade) : Bobby
- Peter Hackes (VF : Jean-Claude Michel) : Paul Moore
- Robert Katims : Martin Klein
- Ed Wheeler : George Wein
- Stephen Mendillo : Gerald Grunick
- Kimber Shoop (VF : Hervé Rey) : Tom Grunick, jeune
- Dwayne Markee (VF : Mathias Kozlowski) : Aaron Altman, jeune
- Gennie James : Jane Craig, jeune
- Leo Burmester : le père de Jane
- John Cusack : le messager énervé
- Marc Shaiman : le compositeur du jingle des news

## Production

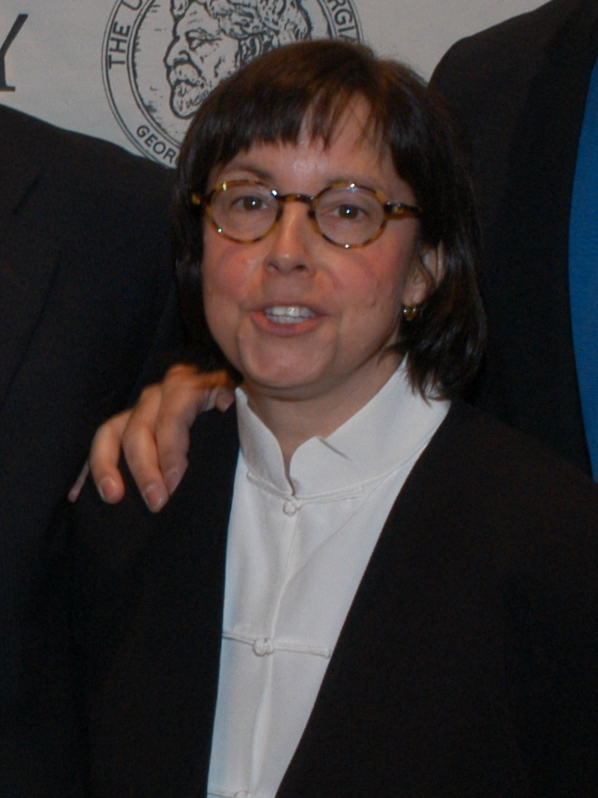
Le rôle de Jane Craig s'inspire de Susan Zirinsky, ici en 2003

Le rôle de Jane Craig est initialement écrit pour Debra Winger, qui jouait dans le précédent film de James L. Brooks, Tendres Passions (1983). Cependant, elle est remplacée en raison de sa grossesse par Holly Hunter, seulement quelques jours avant le début du tournage. Sigourney Weaver, Judy Davis, Elizabeth McGovern, Christine Lahti ou encore Elizabeth Perkins avaient par ailleurs été envisagées. Jack Nicholson, lui aussi présent dans Tendres Passions, n'a pas été payé pour ce rôle, conformément à sa demande (apparition en tant que star new-yorkaise de la chaîne).
Le personnage de Jane Craig s'inspire de Susan Zirinsky (en), productrice pour CBS News. Holly Hunter passe quelques jours avec elle avant le tournage et s'en inspire pour son look.
Le tournage a lieu à Washington, D. C. (Capitol Hill, Jefferson Memorial, Hillyer Place), en Virginie (Alexandria, Clifton, aéroport international de Washington-Dulles) et dans le Maryland (aéroport international Thurgood Marshall de Baltimore-Washington).

## Accueil
Le film reçoit des critiques globalement positives. Sur l'agrégateur américain Rotten Tomatoes, il récolte 98% d'opinions favorables pour 51 critiques et une note moyenne de 8,27⁄10. Sur Metacritic, il obtient une note moyenne de 84⁄100 pour 16 critiques.
Le célèbre critique du Chicago Sun-Times Roger Ebert donne au film la note maximale de 4⁄4 et écrit notamment que le film est « bien renseigné sur le processus de collecte des informations télévisées comme aucun film auparavant, et il montre également un aperçu de la question plus personnelle de la façon dont les gens utilisent des emplois très prenant pour éviter de passer du temps seuls avec eux-mêmes ». Jonathan Rosenbaum du Chicago Reader plébiscite la performance de Holly Hunter.
Le film fait partie du top annuel de 1987 du magazine Time. Il est présent dans l'ouvrage 1001 films à voir avant de mourir. En 2000, il est classé à la 64e place du classement AFI's 100 Years... 100 Laughs des 100 meilleurs films humoristiques du cinéma américain selon l'American Film Institute.
Le film connait un succès modéré au box-office, avec plus de 67 millions de dollars de recettes dans le monde.
| Pays ou région    | Box-office      | Date d'arrêt du box-office | Nombre de semaines |
| ----------------- | --------------- | -------------------------- | ------------------ |
| États-Unis Canada | 51 249 404 $    | 21 avril 1987              | 18                 |
| France            | 126 514 entrées | -                          | -                  |
| Total mondial     | 67 331 309 $    | -                          | -                  |

## Distinctions

### Récompenses
- 1987 : 5 récompenses aux New York Film Critics Circle Awards
- 1987 : Los Angeles Film Critics Association Awards de la meilleure actrice pour Holly Hunter
- 1987 : National Board of Review Award de la meilleure actrice pour Holly Hunter
- 1987 : American Comedy Award pour Albert Brooks
- 1988 : American Comedy Award pour Albert Brooks
- 1988 : Ours d'argent aux Berlinale, meilleure actrice pour Holly Hunter
- 1988 : 3 récompenses aux Boston Society of Film Critics Awards

### Nominations
- 1988 : 7 nominations aux Oscars du cinéma.
- 1988 : 5 nominations aux Golden Globes.
- 1988 : 1 nomination aux American Cinema Editors, pour Richard Marks
- 1988 : 1 nomination aux Artios du Casting Society of America
- 1988 : 1 nomination aux Directors Guild of America Awards
- 1988 : 1 nomination aux Writers Guild of America Awards